# アメリカ海兵隊総軍
アメリカ海兵隊総軍（英語: United States Marine Corps Forces Command: MARFORCOM）は、アメリカ統合戦力軍の海兵隊構成部隊。軍種は海兵隊、部隊規模は総軍。アメリカ海兵隊集団とも訳される。かつては大西洋海兵隊として知られていた。

## 概要
アメリカ海兵隊総軍は、アメリカ本土において海兵隊の常備軍部隊を管理しているフォース・プロバイダーであり、大西洋側の半球を責任範囲として、アメリカ欧州軍、アメリカアフリカ軍、アメリカ南方軍に兵力を提供することを任務とする。かつては、海軍の大西洋艦隊と対応して大西洋海兵隊（MarForLant）と呼ばれていたが、米軍再編に伴ってアメリカ統合戦力軍の隷下に入るとともに、現在の名前に改称した。
海兵隊において、海兵隊総軍は、太平洋海兵隊（MarForPac）および海兵隊予備役集団（MarForRes）と並んで、作戦部隊（MarFor）の3つの司令部のひとつとして位置づけられており、実戦部隊として第2海兵遠征軍を有する。
なお、海兵隊総軍司令官は、大西洋艦隊海兵軍（FMFLant）および大西洋海兵隊基地部隊（MCBLant）、そして兵力の提供先である欧州海兵隊（MarForEur）、南方海兵隊（MarForSouth）の司令官を兼任している。
2011年までは、統合戦力軍の指揮下にあった。

## 編制
- 第2海兵遠征軍
  - 地上戦部隊構成要素 - 第2海兵師団
  - 航空戦部隊構成要素 - 第2海兵航空団
  - 兵站戦部隊構成要素 - 第2海兵兵站群
  - 指揮部隊構成要素 - 第2海兵遠征軍司令部群
    - 第2海兵遠征群司令部幕僚
    - 第2情報大隊
    - 第8通信大隊
    - 第2無線大隊
    - 第2海空射撃連絡中隊

  - 第2海兵遠征旅団
  - 第22海兵遠征部隊
  - 第24海兵遠征部隊
  - 第26海兵遠征部隊